# Hélder Tiago Pinto Moura Guedes
Hélder Tiago Pinto Moura Guedes, mais conhecido como Guedes  (7 de Maio de 1987) é um futebolista português que joga habitualmente a avançado.

## Carreira Futebolística

### Formação
Guedes formou-se nas escolas dos FC Penafiel, onde se notabilizou.

### FC Penafiel
Iniciou-se como profissional ao serviço do Futebol Clube de Penafiel em 2005.  

### Paços de Ferreira
Na segunda metade da época 2008/09 esteve ao serviço do Futebol Clube Paços de Ferreira por empréstimo do Futebol Clube de Penafiel. Contundo, não teve sucesso, pois uma grave lesão o impediu de jogar por alguns meses. 

### Regresso a Penafiel
Depois da experiência que não correu bem, Guedes volta ao Penafiel no início da época 2009/2010.
Fez parte do plantel que subiu o FC Penafiel à primeira divisão em 2013-2014. 
Na primeira liga, apesar da equipa duriense ter descido novamente à segunda liga, Guedes foi um dos jogadores que mais se notabilizou, marcando 10 golos em 35 jogos.

### Rio Ave
Em 2015 assina pelo Rio Ave um contrato válido por três épocas.

## Seleção Nacional
O jogador conta com presenças nas seleções de sub-20 e sub-21.
Participou no conhecido Torneio de Toulon e no Mundial de Sub-20 de 2007.

Nunca foi chamado à Seleção A de Portugal.
1. ↑  «Guedes assina por 3 anos | Rio Ave». www.rioavefc.pt. Consultado em 26 de dezembro de 2017